# Mirza Dinnayi
Mirza Dinnayi (* 1973, Sindžár, Irák) je jezídský humanitární aktivista. Do Německa, kde sám žije, se jím řízené organizaci Luftbrücke Irak podařilo převézt více než 1 000 jezídských žen a dětí. Mezi nimi i Lamíju Adži Bašárovou, která v roce 2016 obdržela Sacharovovu cenu.
Mirza Dinnayi získal v roce 2019 Cenu Aurora za probouzení lidskosti (Aurora Prize for Awakening Humanity).

## Život
Jako student lékařské fakulty se přidal ke studentskému opozičnímu hnutí proti režimu Saddáma Husajna. V roce 1992 musel uprchnout do Iráckého Kurdistánu. Během tamější občanské války požádal o azyl v Německu. Po americké invazi do Iráku v roce 2003 a pádu Saddám Husajna pracoval téměř rok jako poradce iráckého prezidenta Džalála Talabáního pro práva menšin.
Dne 14. srpna 2007 dva sebevražední atentátníci odpálili auta naložená výbušninami ve dvou jezídských městech blízko Mosulu. Dinnayi inicioval kampaň na podporu obětí. Dvě německé nemocnice nabídly, že zdarma poskytnou medicínskou pomoc zraněným dětem. Jako problém se ukázal jejich přesun do Německa. Inspirován myšlenkou leteckého mostu pro Západní Berlín po 2. světové válce, založil Dinnayi organizaci Letecký most Irák (Luftbrücke Irak). V následujících sedmi letech dostala do bezpečí v Německu 150 dětí a žen a zajistila jim zde lékařskou pomoc.
V roce 2014, kdy Islámský stát okupoval město Sindžár, uprchli Jezídové do blízkého pohoří. Helikoptéra, kterou tam Dinnayi cestoval, se zřítila. Pád přežil a zraněný byl převezen do Německa. Po zotavení rozjel ve spolupráci s německou spolkovou zemí Bádensko-Württembersko humanitární program pro jezídské ženy, které Islámský stát uvrhl do sexuálního otroctví a kterým se podařilo utéct. Byl určen také pro děti, kteří vinou IS přišli o rodiče. Během dvou let bylo v rámci programu převezeno do Německa asi 1100 žen a dětí.
V průběhu jeho dalšího projektu, jehož cílem je pomoc iráckým dětem a obětem teroru, se do Německa dostala Lamíja Adži Bašárová. Ta v roce 2016 obdržela Sacharovovu cenu.